# Kajakosok (festmény)
A Kajakosok (Les Périssoires) Gustave Caillebotte festménye, amely a rennes-i szépművészeti múzeum (Musée des beaux arts de Rennes) gyűjteményének része.
1877–1878-ban Caillebotte számos festményt készített a természetben, elsősorban vízparti környezetben. Családjának a Párizshoz közeli Yerres-ben volt birtoka, amely az azonos nevű folyó partján fekszik. Gustave Caillebotte rendszeresen evezett, és sorozatának egyik kedvenc témájává a csónakok, hajósok váltak. Az impresszionisták negyedik, 1879-es kiállítására beküldött 35 képének jelentős részét ezek a festmények tették ki.
A festmény a szabadidő 19. századi, az 1870-es években még újnak számító eltöltési lehetőségét jeleníti meg. A festmény egy triptichon központi eleme, a másik két kép horgászást és úszást ábrázol. A képen számos, Caillebott-ot és az impresszionistákat jellemző stíluselem,  az apró ecsetvonásokkal való kivitelezés, a modern élet tevékenységeinek ábrázolása, a szabad tér, a fényképekre és a japán metszetekre emlékeztető keretezés, a légkör visszaadásának pontosságára való törekvés figyelhető meg.